# Sale e Pepe
Sale e Pepe (Les Jules... chienne de vie!) è una serie televisiva a cartoni animati creato da Picha, andato in onda su Canal+ dal 14 aprile 1997.

## Trama
La storia parla di due cani gemelli bianco e nero e le loro divertenti avventure.

## Personaggi e doppiatori
- Sale: doppiato da Simone D'Andrea
- Pepe: doppiato da Daniele Demma
- Denise: doppiato da Marina Thovez
- Colonnello: doppiato da Antonio Paiola
- Iolanda: doppiato da Monica Pariante
- Lucilla: doppiato da Graziella Porta

## Episodi ita
1. Les puces
2. Les renards
3. Casse-croûte
4. Jules la star
5. Immeuble à vendre
6. Faim de chien
7. Le réverbère
8. La Nièce de monsieur Rex
9. L'affaire du saucisson de Lyon
10. Méli molosse
11. Jaloux comme un tigre
12. Pédigrée oblige
13. Chien de garde
14. Sans niche fixe
15. La nouvelle locataire
16. Le loupiot
17. Comme chiens et chats
18. Que d'os que d'os
19. Les adorateurs de la tête de veau
20. Chien de fusil
21. Le grand nettoyage
22. Beauté canine
23. Chien de maître
24. Le jeu du jumeau
25. Truffe contre truffe
26. Les cafards